# Mohammad Hossein Mohammadi
Mohammad Hossein Mohammadi (Mazar-e Sharif, 1975) è uno scrittore afghano.

## Biografia
Mohammad Hossein Mohammadi nasce nel 1975 a Mazar-e Sharif (Afghanistan) e cresce in Iran, dove la sua famiglia si era rifugiata alcuni anni dopo la sua nascita. Conseguito il diploma, rientra in Afghanistan per studiare medicina a Balkh, ma l'arrivo dei Talebani lo costringere a rientrare precipitosamente in Iran. Dopo aver attraversato un periodo difficile durante il quale lavora anche come garzone in una sartoria, supera il concorso per l'ammissione all'Università della Radio e Televisione iraniana e inizia a dedicarsi alla letteratura. Collabora con diverse riviste letterarie e dirige la Casa della Letteratura afgana. Nel 2010, ormai divenuto uno scrittore affermato, rientra a Kabul dove attualmente vive e dove ha fondato una casa editrice per promuovere giovani scrittori.
Attualmente è direttore del dipartimento di giornalismo dell'Università Ibn Sina.
Anjirha-ye sorkh-e Mazar (“I fichi rossi di Mazar-e Sharif”) è la sua prima raccolta di racconti con la quale ha vinto i premi Golshiri, Mehregan e Isfahan.  Successivamente ha pubblicato due romanzi, una seconda raccolta di racconti e diversi saggi di storia e di critica letteraria.
In Italia “I fichi rossi di Mazar-e Sharif” è stato tradotto da Narges Samadi e pubblicato dalla casa editrice Ponte33 nel novembre 2012.

## Fonti
Informazioni tratte dal sito della casa editrice Ponte33